# Саранча Максим Ростиславович
Макси́м Ростисла́вович Саранча́ — солдат Збройних сил України.

## Короткий життєпис
В часі війни — стрілець, 93-тя окрема механізована бригада.
27 лютого 2015-го загинув під час мінометного обстрілу терористами взводного опорного пункту під Пісками.
Похований у Вишневому.
Без Максима лишились батьки, брат і сестра.

### Нагороди та вшанування
За особисту мужність і героїзм, виявлені у захисті державного суверенітету та територіальної цілісності України, вірність військовій присязі під час російсько-української війни, відзначений — нагороджений
- 13 серпня 2015 року — орденом «За мужність» III ступеня (посмертно).
- в школі, яку закінчив Максим, встановлено пропам'ятну дошку на пошанування Максима